# Miha Roš
Mihael (Miha) Roš, trboveljski rihtar ter kasneje oberrihtar, * 1808, Zavodenjska dolina, † 2. avgust 1885, Trbovlje.
Njegov sin je bil trboveljski župan Ferdinand Roš.

## Življenje
Mihael se je rodil leta 1808 v Zavodenjski dolini (Hrastniku) očetu Jakobu in materi Lenki. Kljub temu, da je družino trla revščina, je staršema uspelo priskrbeti Mihu enoletno šolanje v Celju, kjer se je učil matematike, slovenščine in nemščine.
Znanje nemščine mu je v življenju zelo koristilo, saj je bil eden izmed redkih Trboveljčanov, ki so znali govoriti nemško. Tako je, na primer, prevajal geodetom, ki so opravljali meritve za gradnjo železnice. Leta 1824 so ga zato vzeli v službo, kjer je poleg skromnega zaslužka prejel precej koristnega znanja o zemljemerstvu. Ko so bile meritve opravljene, je Miha izgubil službo, kmalu pa se je odpravil v Slovenske gorice, kjer je do leta 1837 deloval kot dacar.
V času gradnje južne železnice si je pridobil gostilniško koncesijo in postal uspešen gostilničar.
Leta 1838 se je poročil z Jerico Ojsteršek ter dobil sina Boštjana, leta 1847 pa sina Ferdinanda.
Roš se je odlikoval v pismenosti, po celi dolini pa je bil dobro poznan in spoštovan. Prav zato ga je okrožno vodstvo imenovalo za rihtarja in kasneje oberrihtarja Katastrske občine Trbovlje, kar je povečalo njegov ugled. Leta 1850 ga je na položaju nasledil Franc Pust. Slednjemu je vse do njegove smrti ostal dober prijatelj.
Leta 1874 je bil svetovalec sveta ljudske šole v Hrastniku, ki je bil tedaj del Trboveljske občine. Umrl je 2. avgusta 1885, pokopan pa je bil dva dni pozneje.